# Australian Open 2013 - Doppio femminile in carrozzina
Esther Vergeer e Sharon Walraven erano le detentrici del titolo ma la Vergeer ha deciso di non prendere parte alla competizione così la Walraven partecipa con Sabine Ellerbrock, ma sono state eliminate da Lucy Shuker e Marjolein Buis che hanno perso poi la finale per 6-4, 6-3 contro Jiske Griffioen e Aniek Van Koot.

## Teste di serie
1. Jiske Griffioen /  Aniek Van Koot (Campionesse)

1. Lucy Shuker /  Marjolein Buis (finale)

## Tabellone

### Legenda
| - Q = Qualificato - WC = Wild card - LL = Lucky loser | - ALT = Alternate - SE = Special Exempt - PR = Protected Ranking | - w/o = Walkover - r = Ritirato - d = Squalificato |

|  | Semifinali | Semifinali                         | Semifinali                        | Semifinali | Semifinali |  |  | Finale | Finale                         | Finale                         | Finale | Finale |  |
|  |            |                                    |                                   |            |            |  |  |        |                                |                                |        |        |  |
|  | 1          | Jiske Griffioen Aniek Van Koot     | 6                                 | 1          | 7          |  |  |        |                                |                                |        |        |  |
|  |            | Kgothatso Montjane Daniela di Toro | 0                                 | 6          | 5          |  |  | 1      | Jiske Griffioen Aniek Van Koot | Jiske Griffioen Aniek Van Koot | 6      | 6      |  |
|  |            | Sabine Ellerbrock Sharon Walraven  | Sabine Ellerbrock Sharon Walraven | 5          | 3          |  |  | 2      | Lucy Shuker Marjolein Buis     | Lucy Shuker Marjolein Buis     | 4      | 3      |  |
|  | 2          | Lucy Shuker Marjolein Buis         | Lucy Shuker Marjolein Buis        | 7          | 6          |  |  |        |                                |                                |        |        |  |